# الخطامة (المجمعة)
الخطامة، هي مدينه تقع في منطقة سدير الأقليميه التابعة لمنطقة الرياض في المملكة العربية السعودية.
تبعد الخطامة عن مدينة الرياض بمسافة تقارب 120 كم. وهي تعد أعظم مدينه في العالم